# Bourseul
Bourseul település Franciaországban, Côtes-d’Armor megyében. Lakosainak száma 1247 fő (2022. január 1.). Bourseul Corseul, Jugon-les-Lacs-Commune-Nouvelle, Plancoët, Plorec-sur-Arguenon, Pluduno, Saint-Méloir-des-Bois és Plélan-le-Petit községekkel határos.

## Népesség
A település népességének változása:
| Lakosok száma | 1006 | 951  | 947  | 1009 | 1118 | 1127 | 1141 | 1165 | 1182 | 1247 |
|               | 1968 | 1982 | 1990 | 2006 | 2013 | 2015 | 2017 | 2019 | 2020 | 2022 |